# Telotristat etil
Telotristat etil, etiltelotristato, , telotristato de etila ou telotristat ethyl (USAN, nome de marca Xermelo) é um pró-fármaco de telotristat, o qual é um inibitor de triptofano hidroxilase. É formulado como etiprato de telotristat — um sal hipurato do telotristat etil.
Em 28 de fevereiro de 2017, a Administração de Alimentos e Medicamentos dos EUA aprovou o medicamento Xermelo em combinação com a terapia de análogos de somatostatina (SSA) para o tratamento de adultos com diarreia associada à síndrome carcinoide, que a terapia SSA sozinha tem controlado inadequadamente.

## Farmacologia
Telotristat é um inibidor da triptofano hidroxilase, o qual media o passo limitante de taxa na biossíntese de serotonina.

Ação de telotristat sobre a triptofano hidroxilase

## Efeitos adversos
Os efeitos adversos comuns observados em ensaios clínicos incluem náuseas, dor de cabeça, elevação do nível de enzimas hepáticas, depressão, acumulação de líquido causando inchaço (edema periférico), flatulência, diminuição do apetite e febre. A constipação também é comum e pode ser séria ou potencialmente fatal (especialmente em overdose).

## Formulações

Etiprato de telotristat

É comercializado pela Lexicon Pharmaceuticals (como etiprato de telotristat). 328 mg etiprato de telotristat é equivalente a 250 mg telotristato de etila.